# 聖撒多寧聖殿

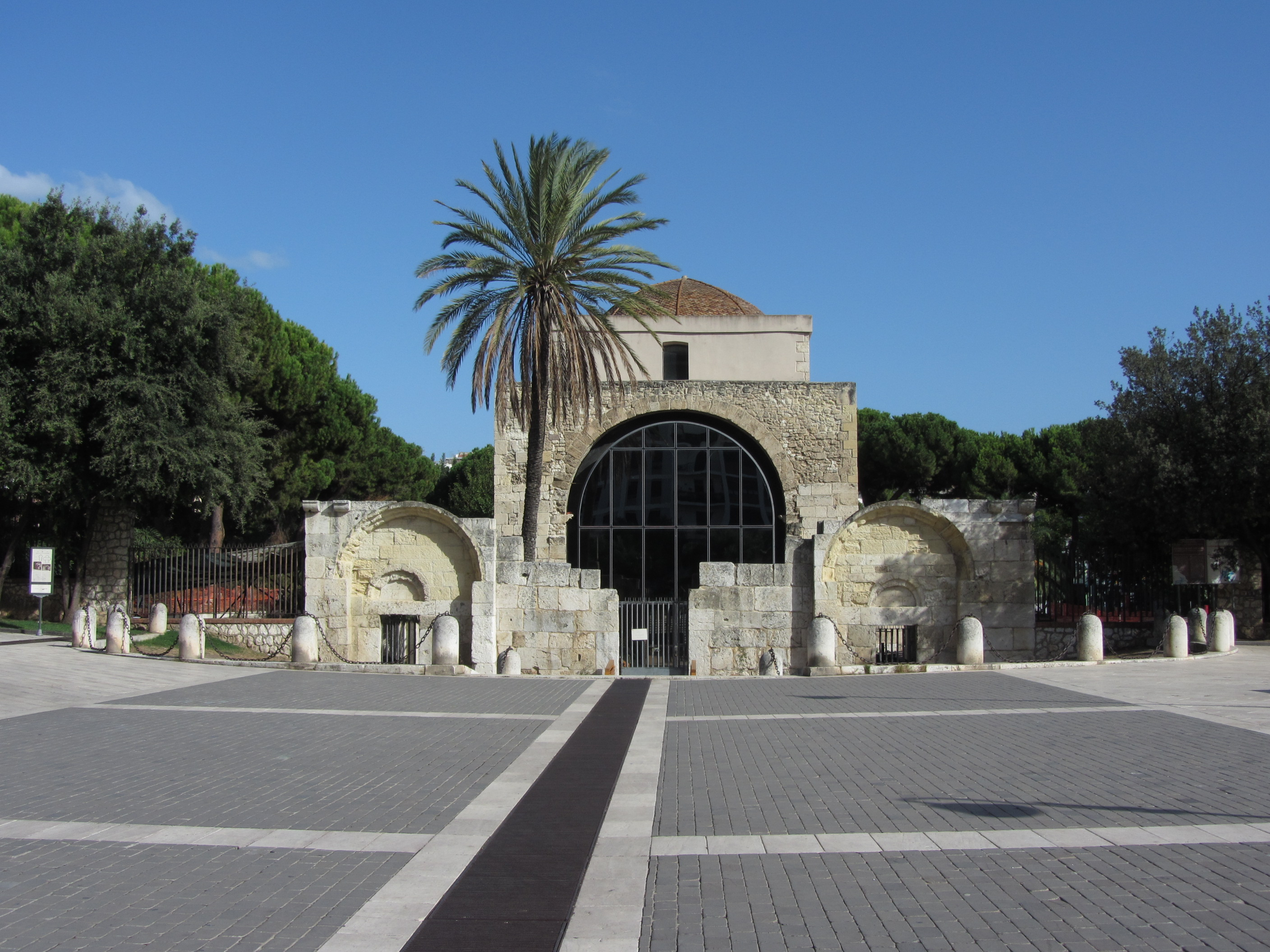
聖薩圖里諾教堂

聖撒多寧聖殿（義大利語：Basilica di San Saturnino）是位於義大利撒丁島南部的一座教堂。教堂首次被提到是在6世紀初，1089年時，教堂進行了重建。1324年時，教堂被毀。1714年，教堂得到了重建。1943年時，教堂被盟軍轟炸，戰後得到修復。1978年至1996年期間，教堂一度關閉進行修復。2004年，教堂重新對外開放。